# 사이카니아
사이카니아(Saichania)는 중생대 백악기 후기 상파뉴절~마스트리히트절 몽골에 서식했던 곡룡류로 분류된 공룡이다. 학명 Saichania는 '아름다운 것'을 가리키는 몽골어에서 유래되었다. 종명인 쿨사넨시스는 발견된 산지를 나타낸다.

## 특징

개채별 크기 비교

우선 사이카니아는 몸길이 5~6.6m에 높이 2.4m 몸무게 3t이다. 한때 7m~8m로 과장된 적도 있으며 사이카니아는 단단한 머리와 등딱지로 이루어져 있다. 이들은 다른 안킬로사우루스과들 보다 발달된 가시를 가지고 있으며 특히 온몸에 가시가 나있을 정도로 수많이 나있다. 두개골은 매우 넓으며 주둥이의 윗부분은 볼록한 골배엽으로 덮여 있으며 거의 보존률이 높다. 가시로 많이 덮여있어 타르보사우루스와 같은 다른 천적들로 부터 자신을 보호하는데 유용했을것이다.

### 다른 안킬로사우루스과들과 비교
같은 지층에서 발견된 타르키아와 매우 닮았는데 두개골에서 차이를 보인다. 타르키아는 두개골의 높이가 높고 뇌주머니가 사이카니아보다 컸다
또한 일부 안킬로사우루스과들 중 안킬로사우루스나 에우오플로케팔루스의 경우 등쪽에만 거대한 가시들이 있는 반면 사이카니아는 목과 배 그리고 다리에도 가시들이 빼곡하게 잘 무장된 편이다.이로 인해 같은 시대에 살던 타르보사우루스가 잘 사냥하지 못했을 것으로 보인다.

## 생태
사이카니아는 모래가 만히 쌓인 사막 환경에서 서식하였으며 주로 양치류나 침엽수를 먹고 살앗을 것이다. 이들은 타르키아와 사우롤로푸스, 테리지노사우루스 등등과 서식했을 것이며 주요 천적은 타르보사우루스가 있지만 앞서 말했듯이 온몸에 가시들로 무장되어있어 보호하는데 유용하였을 것이다.

## 발견과 연구사
1970년 바룬고요트층(Barun Goyot formaition)에서 처음 발견되었으며 1977년 타르키아와 같은 해에 폴란드의 고생물학자 테레사 마리안스카(Teresa Maryańska)에 의해 '사이카니아'로 명명된다. 사이카니아의 화석은 처음 발견되었을 당시 두개골 두구를 제외한 나머지 부분들이 거의 완벽히 보존된 채로 발견되어 고생물학계에서 많은 화제가 되었다. 후반 네메그트층(Nemegt formaition) 탐사 때에는 두개골 표본들도 일부 발견하기는 했다.
고생물학자 빅토리아 M. 아보르(Victoria M. Arbour)에 의하면 타르키아 기간테아(Tarchia gigantea)의 표본은 사실 사이카니아의 표본 중 하나라고 하며 또한 2011년에 발표된 아성체로 추정되었던 표본 MPC 100/1305는 피나코사우루스일 가능성이 크다고 결론지었다.

## 대중 매체
- 고대왕자 공룡킹에서 베타 테스트 출시 당시부터 등장한 곡룡류로 흙 속성이다. 이후 애니메이션 판에서 사이카라는 별개의 개체가 등장한다.